# کننوسی
کُنْنِوِسی (به فنلاندی: Konnevesi) یک منطقهٔ مسکونی در فنلاند است که در فنلاند مرکزی واقع شده‌است.

## خواهرخوانده
شهر بخش استرمستاد خواهرخواندهٔ کننوسی هست.